# سان ویتوره اولونا
سان ویتوره اولونا (به ایتالیایی: San Vittore Olona) یک کومونه در ایتالیا است که در استان میلان واقع شده‌است. سان ویتوره اولونا ۳٫۴ کیلومتر مربع مساحت و ۷٬۹۸۲ نفر جمعیت دارد و ۱۹۷ متر بالاتر از سطح دریا واقع شده‌است.
سن ویتوره اولونا با این شهر ها هم مرز است: لگنانو، سرو ماگیوره، کانگریت، پارابیاگو.